# 瑞丘八幡神社
瑞丘八幡神社（みずおかはちまんじんじゃ）兵庫県神戸市垂水区にある神社（八幡宮）。垂水の厄神さんと呼ばれ、毎年1月18日から20日にかけての厄神祭には多くの参拝者で賑わう。通称垂水厄除八幡神社。

## 祭神
神功皇后（息長帯比売命）を主祭神に、応神天皇（誉田別尊）、比咩大神（宗像三女神）、天満大神（てんまんおおかみ、菅原道真公）、荒大神（こうおおかみ、奥津彦神と奥津姫神）、豊太閤（ほうたいこう、豊臣秀吉公）を配祀する。

## 神徳
- 厄除開運
- 家内安全
- 安産育児
- 交通安全
- 学業成就
- 台所守護
- 家業繁栄

## 由緒
創祀年代は不詳であるが、垂水の古社である海神社（神戸市垂水区宮本町鎮座）が、主祭神、神功皇后の祭祀により創祀されたと伝えられており、その由縁から、往古より祀られていたと思料される。
現存する最も古い記録によれば、文政6年（1823年）の現社殿が造営された際に奉納された棟札の裏書に、「永禄七甲子年従上棟文政六癸未年迄二百六十年至」（永禄7年（1564年）の上棟より文政6年まで260年に至る）と記されている。
一方、その棟札には、鎮守の西垂水村だけではなく、垂水の各村の庄屋、年寄の記名があり、また、明石藩藩主小笠原忠真の家老市川惣助、原與右衛門の両名からなる寄進安堵状（元和6年（1620年）付）に「垂水郷八幡宮」と記されていることから、垂水の各村、明石藩から崇められ、「垂水の八幡宮」として祀られてきたことが窺える。
元々は、矢羽田（やはた）の神、農耕の神として垂水の田畑が見渡せる現在の場所に祀られていたが、中世（江戸時代）に入り、厄除開運の神として崇敬を集め、毎年、正月18日、19日に厄神祭を行うようになった。そして、「垂水の厄神さん」「厄除八幡さん」と呼ばれるようになり、現在も厄除開運、健康長寿、家内安全を祈る祭りとして受け継がれている。
昭和6年（1931年）に菅原道真公、荒神、豊臣秀吉公を祀る瑞丘社を合祀し、名称を「厄除八幡神社」から「瑞丘八幡神社」と変更、現在に至る。

## 祭祀
- 厄神祭:中世より厄除開運、健康長寿、家内安全を祈る行事として受け継がれている祭事。毎年1月18日から20日までの三日間行われ、数万人の参拝者で賑わう。
- 天神祭 :子どもたちの学問の向上、無事成長を祈り、小学生の行燈掛けが行われる。5月25日
- 例祭（秋祭）:子ども神輿の巡幸がある。また、西垂水太鼓の宮入、陸の自棄獅子の奉納がある。10月11日

## 事件
2023年5月3日境内で敬虔なイスラム教徒のガンビア国籍の男が、自身の宗教的信念に基づき、アラー以外の神を祀っているという理由で賽銭箱を破壊し、偶像を崇拝している廉で地蔵菩薩の首を切断する事件を起こし、器物破壊の疑いで逮捕された。調べに対し容疑者は「アラーの他に神はいない。ここに神様はいない」といった趣旨の話をし、警察の逮捕の違法性を主張した。(仔細については「日本とガンビアの関係#事件」を参照のこと)

## 境内
- 本殿-文政6年（流造）
- 拝殿-昭和7年
- 授与所（旧割拝殿）
- 猿田彦神社（旧瑞丘社社殿）
- 吉高稲荷神社
- 表忠碑
- 手水-安永8年

## 交通
- JR垂水駅、山陽電車垂水駅より北へ徒歩8分